# Turnspit dog
Le turnspit dog, terme anglais signifiant chien tournebroche, était un chien à pattes courtes et tordues, au corps long.
Ce chien, s'apparentant au corgi gallois, était utilisé en cuisine afin de faire tourner une roue en forme de cage à écureuil ou de roue de carrier, reliée à un tournebroche et dans lequel il était enfermé. Ces chiens étaient donc considérés comme des ustensiles de cuisine ou des pièces de machinerie plutôt que comme des animaux de compagnie.
Avec la mécanisation et la généralisation des machines dans tout le Royaume-Uni, l'usage des turnspit dogs finirent par disparaitre des cuisines avec pour conséquences d’éteindre cette race de chien, des rares spécimens étant encore employés dans quelques cottages isolés trop pauvres pour s’acheter un tournebroche mécanisé. Ces chiens servirent aussi parfois de chauffe-pieds lors des messes hivernales.

## Description

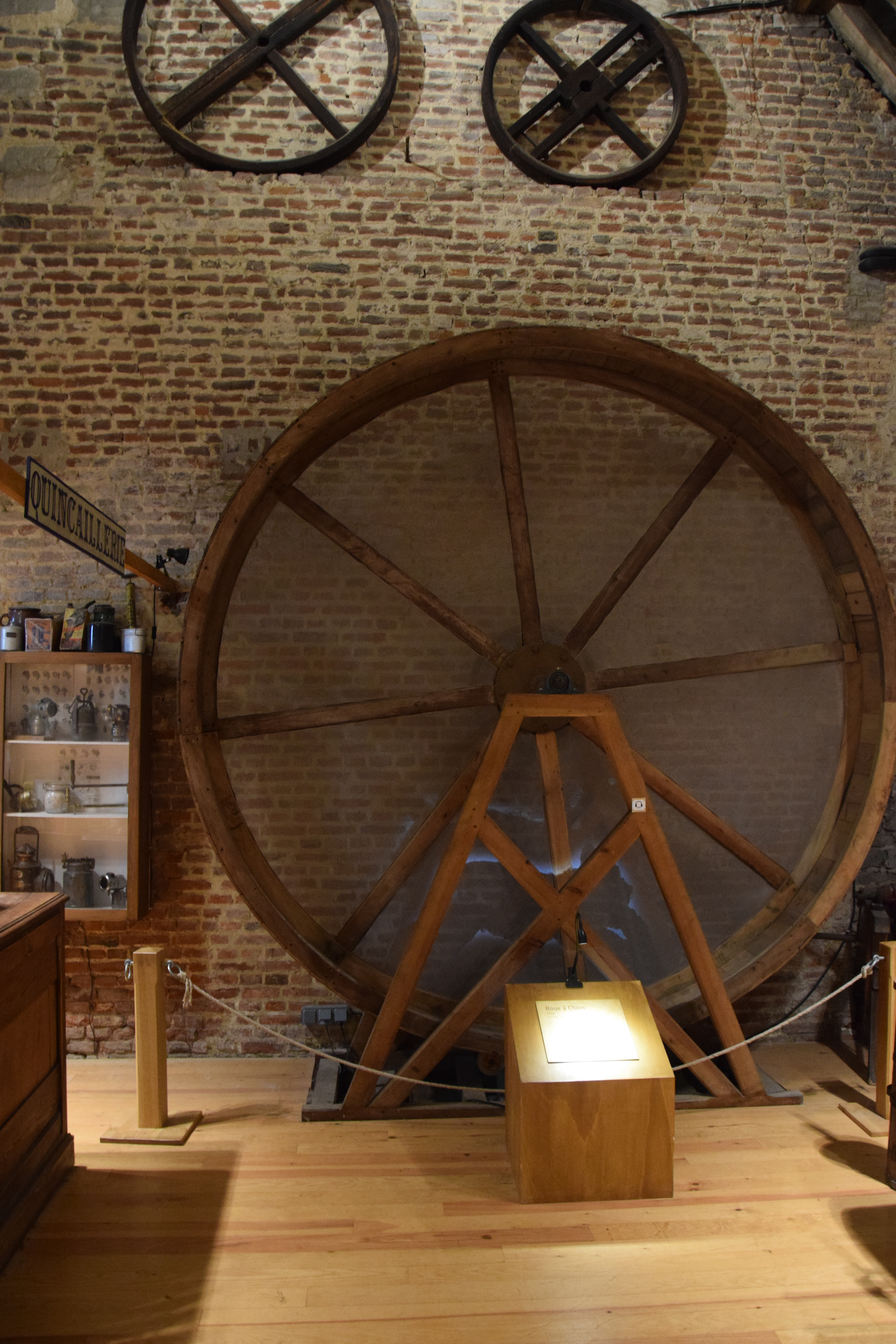
Roue à chien au musée du terroir dans le Nord.

Le turnspit dog, chien suffisamment petit pour entrer dans une roue à tournebroche, s'apparente au Welsh Corgi (« corgi gallois » en français) et dont le nom est issu du gallois « Cor ci » signifiant « chien nain ». Les naturalistes William Bingley (en), Carl von Linné (qui le dénomme Canis vertigus) et Charles Darwin évoquent l'existence de cette race spécifique de chien qui pèse entre 11 et 16 kg, d'une hauteur d'environ 33 cm et aux oreilles tombantes avec des pattes avant particulièrement fortes.

## Usage domestique

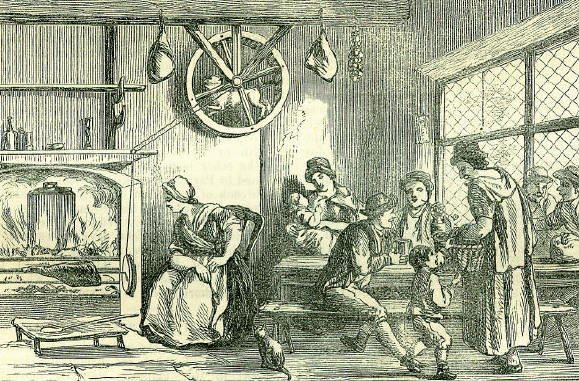
Tournebroche à chien dans une ferme galloise.

Le tournebroche à chien se présente comme une grande roue de bois en forme de cage circulaire, placée à proximité du foyer et dans laquelle on enferme ce type de chien court sur pattes. La course de ce dernier entraîne la cage dans un mouvement de rotation qui se communique aux broches à rôtir par un système de chaînes et de poulies. Ce type de tournebroche, devenue de plus en plus rare, se situait dès le XVIe siècle dans la plupart des grandes auberges, des tavernes, manoirs et châteaux du Royaume-Uni. Cela permettait de libérer du personnel de cuisine pour ce travail de cuisson incontournable mais fastidieux,.
Ce type d'usage de la « roue à chien » pouvait également se rencontrer chez les forgerons qui utilisaient un système de soufflet pour maintenir les foyers de leurs forges. En moyenne, un chien de 30 kg se déplaçant à une vitesse estimée de 6 km/h, fournissait une puissance de 135 watts..

## Évocation

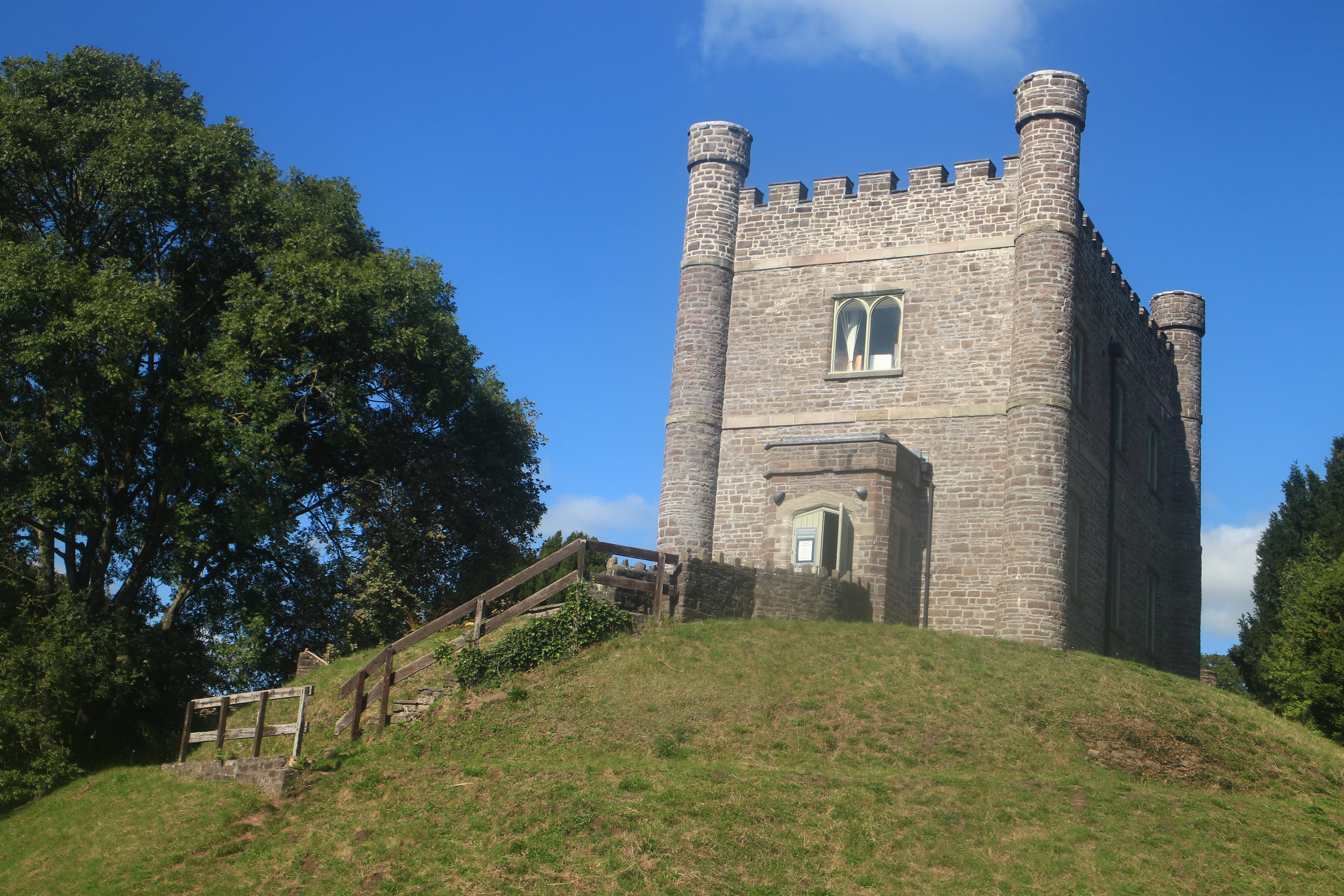
Abergavenny Museum, dans le Sud-Est du pays de Galles.

Ces chiens sont notamment mentionnés par William Shakespeare, dans sa pièce de théâtre, La Comédie des erreurs (The Comedy of Errors), dans laquelle il évoque un « chien à queue recourbée, uniquement bon à tourner dans une roue ».
Malgré le fait qu'il soit moins populaire aux États-Unis qu’en Grande-Bretagne, le Pennsylvania Gazette, journal dirigé et imprimé par Benjamin Franklin (1706-1790), publiait des publicités pour des turnspit dogs et des roues à vendre.[réf. nécessaire]
Jean de La Fontaine fait référence à ces chiens dans sa fable "l'éducation".
C'est le vétérinaire français Jean Pierre Mégnin (1828 - 1905) qui a évoqué la race du turnspit dog, en France, en traduisant le terme anglais en « chien tournebroche » en français, s'inspirant ainsi des travaux du Dr Johannis Caïus (ou John Keys), auteur de la première classification des chiens de Grande-Bretagne (De Canibus Britannicis), les classifiant en « produits croisés, dégénérés ou bâtards ».
Il est possible de découvrir l’unique spécimen empaillé de la race des turnspit dog dénommé « Whiskey », exposé au musée du château d’Abergavenny, au Pays de Galles,.